# 7 Up
Ne doit pas être confondu avec Schweppes.
7 Up (prononcé « seven up » dans toutes les langues) est une boisson gazeuse à la saveur de citron-lime créée en 1929 par l'Américain Charles Leiper Grigg (en).
La franchise de marque appartient à Keurig Dr Pepper aux États-Unis, à Britvic au Royaume-Uni, à C&C en Irlande et à PepsiCo partout ailleurs dans le monde.

Logo de 7 Up utilisé aux États-Unis de 2015 jusqu'au 1er juillet 2024

## Histoire et nom

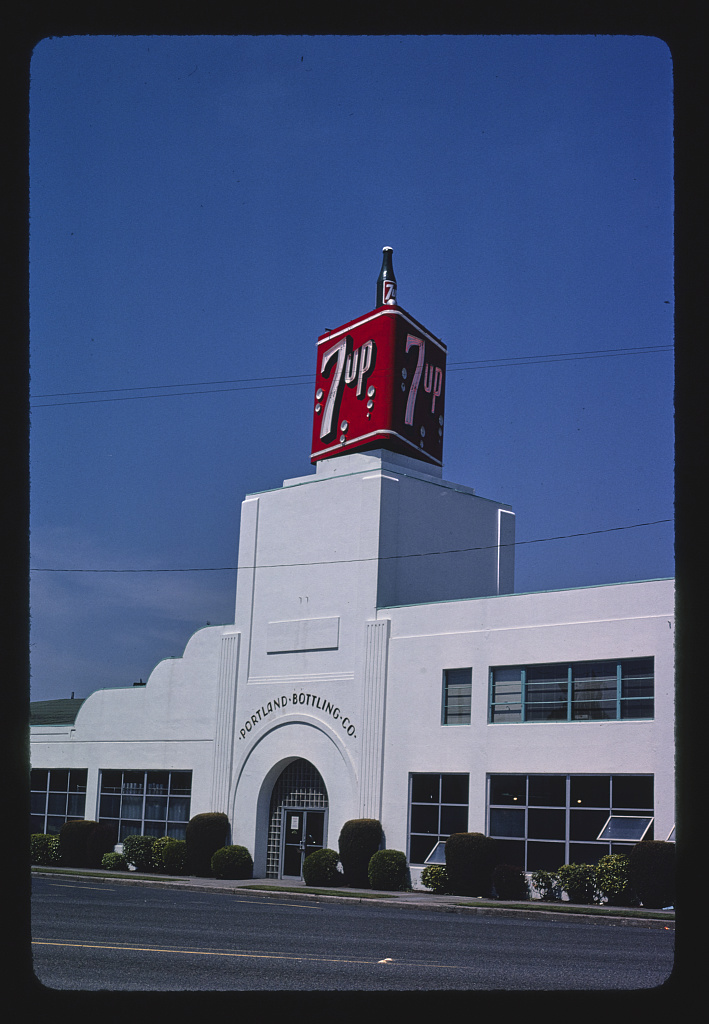
Usine d'embouteillage à Portland, Oregon, 1976.

Lorsque Charles Leiper Grigg crée la boisson en 1929, il appelle sa boisson (qui contiendra du citrate de lithium, un stabilisateur de l'humeur, jusqu'en 1948) « Bib-Label Lithiated Lemon-Lime Sodas », puis rapidement « 7 Up Lithiated Lemon Soda », abrégé en 1936 en « 7 Up ».
Grigg ne s'est jamais expliqué sur l'origine du nom 7 Up qui reste un mystère. Les hypothèses possibles :
- 7 Up aurait contenu sept ingrédients (sucre, eau gazeuse, jus et huiles de citron et de lime, acide citrique, citrate de sodium, et citrate de lithium) ;
- La bouteille originale contenait 7 onces ;
- Grigg aurait lu un article sur le marquage du bétail dont l'un avec le chiffre « 7 » et la lettre « u » lui aurait plu ;
- Il aurait choisi le nom après avoir gagné beaucoup d'argent en jouant au Craps (un jeu de dés) ;
- Les amateurs de baseball avaient l'habitude d'aller se chercher des rafraîchissements à la septième manche.

La boisson fut classée troisième meilleure vente de soda dans les années 1940 derrière Coca-Cola et Pepsi-Cola. Elle devient le principal parraineur de l'émission télévisée American Bandstand à partir de 1957.
Sprite, qui est produit par la compagnie Coca-Cola depuis 1961, s'inspira de 7 Up. Elles sont toutes deux comparables à la limonade gazeuse servie en France, avec cependant des nuances citronnées divergentes.
La mascotte Fido Dido fera son apparition dans les années 1980.
Il est mentionné par l'auteur-compositeur-interprète italien Francesco Guccini au début de la chanson Autogrill en 1983.
En 2004, la marque lance le 7 Up Light en France.

## Jeux vidéo
- En 1982, le jeu vidéo Pac-Man est utilisé comme thème pour une publicité télévisuelle de 7 Up.
- En 1993, Cool Spot, l'ancienne mascotte voit son jeu vidéo sortir sur les consoles 16 bits de l'époque.
- En 1994, Fido Dido, nouvelle mascotte de la marque devait aussi avoir son adaptation en jeux vidéo, sur Mega Drive et SNES mais le jeu est annulé pour des raisons inconnues mais une rom de la version Mega Drive est trouvable sur Internet[réf. nécessaire].
- En 1995, Spot Goes to Hollywood, suite de Cool Spot, sort sur les consoles 32 bits.

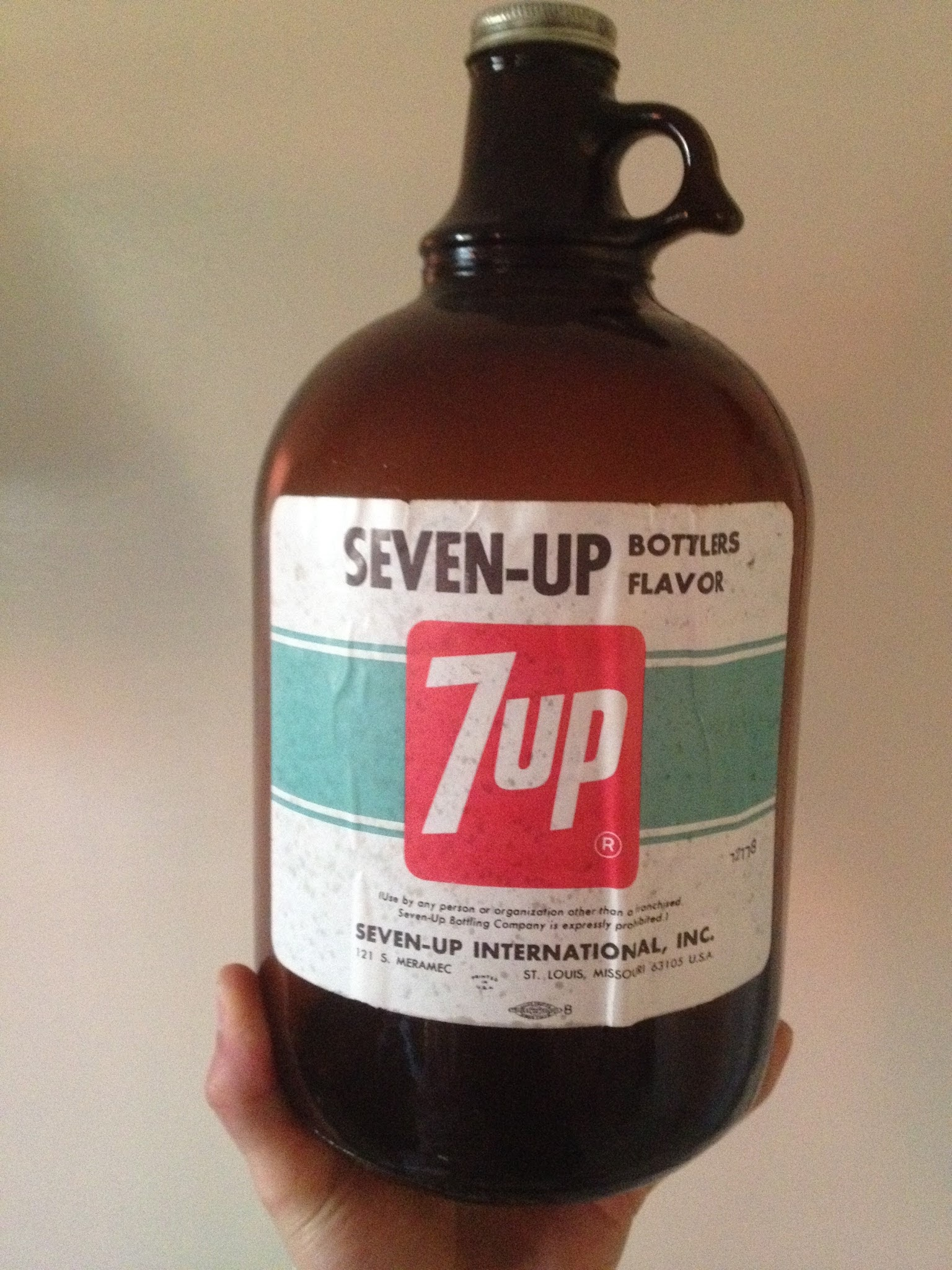
Bouteille de concentré saveur 7 Up.
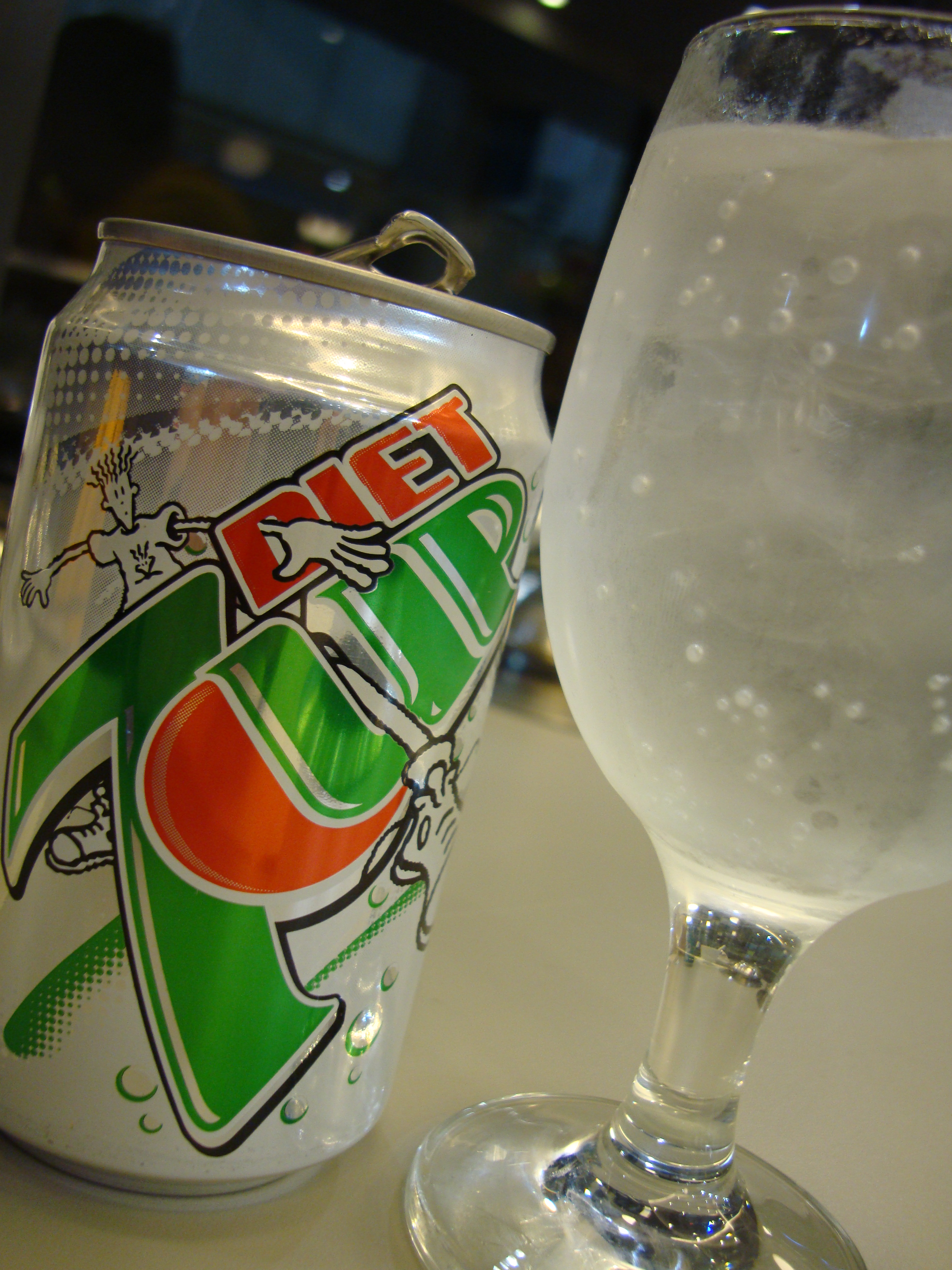
Canette 7 Up datant de 2009.
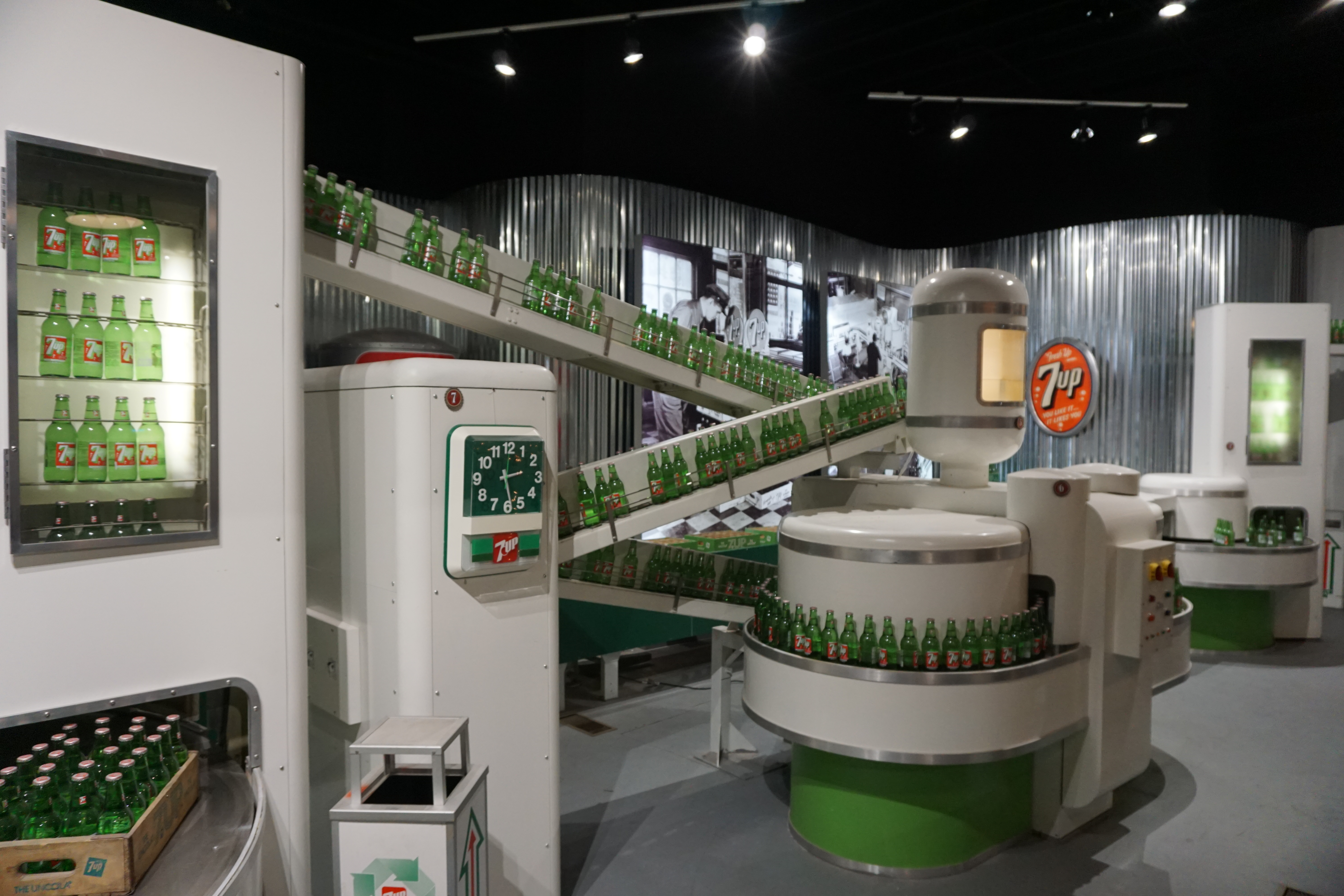
Exposition sur l'embouteillage 7 Up au musée Dr Pepper.
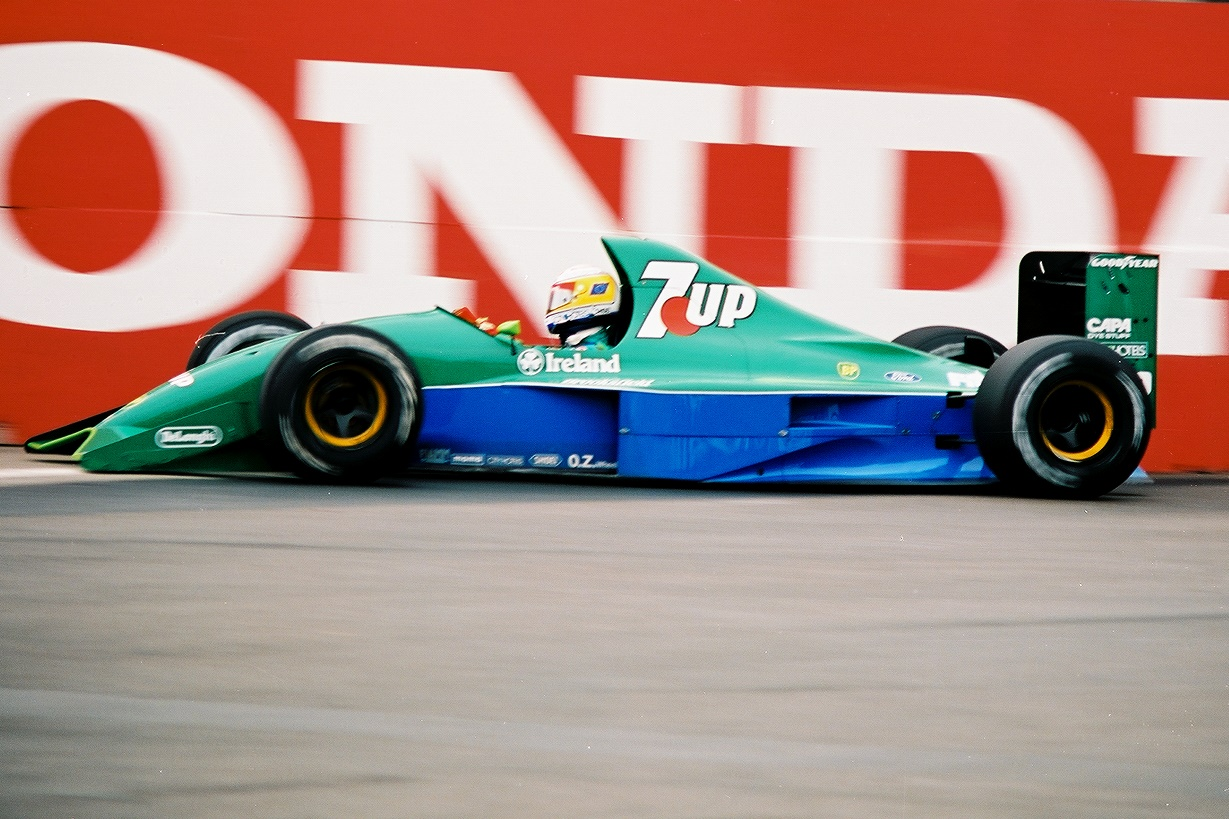
Jordan 191 aux couleurs 7 Up.